# Thestus alexandra
Thestus alexandra är en skalbaggsart som först beskrevs av Thomson 1878.  Thestus alexandra ingår i släktet Thestus och familjen långhorningar. Inga underarter finns listade i Catalogue of Life.